# توني تشوي
توني تشوي (بالإنجليزية: Tony Choy)‏ هو منتج أسطوانات ومغني أمريكي، ولد في 1971 في هافانا في كوبا.

## وصلات خارجية
- الموقع الرسمي
- توني تشوي على موقع ميوزك برينز (الإنجليزية)
- توني تشوي على موقع أول ميوزيك (الإنجليزية)
- توني تشوي على موقع ديسكوغز (الإنجليزية)